# Rally di Roma Capitale 2019
Rally di Roma Capitale 2019 (7. Rally di Roma Capitale) – 7 edycja Rally di Roma Capitale, rajdu samochodowego, rozgrywanego we Włoszech od 19 do 21 lipca 2019 roku. Była to piąta runda Rajdowych Mistrzostw Europy w roku 2019.  Rajd został rozegrany na nawierzchni asfaltowej. Składał się z szesnastu odcinków specjalnych.

## Lista startowa[2]
Poniższa lista startowa obejmuje tylko zawodników startujących i zgłoszonych do rywalizacji w kategorii ERC w najwyższej klasie RC2, samochodami najwyższej klasy mogącymi startować w rajdach ERC – R5.   
| Nr. | Zespół                                | Kierowca                   | Pilot                    | Samochód               |
| --- | ------------------------------------- | -------------------------- | ------------------------ | ---------------------- |
| 1   | Sports Racing Technologies            | Łukasz Habaj               | Daniel Dymurski          | Škoda Fabia R5         |
| 2   | Saintéloc Junior Team                 | Aleksiej Łukjaniuk         | Aleksiej Arnautow        | Citroën C3 R5          |
| 3   | Toksport WRT                          | Chris Ingram               | Ross Whittock            | Škoda Fabia R5         |
| 4   | ACCR Czech Rally Team I               | Filip Mareš                | Jan Hloušek              | Škoda Fabia R5         |
| 5   | LMT Autosporta Akadēmija              | Mārtiņš Sesks              | Uldis Briedis            | Škoda Fabia R5         |
| 6   | Mol Racing Team                       | Norbert Herczig            | Ramón Ferencz            | Volkswagen Polo GTI R5 |
| 7   | STARD                                 | Hiroki Arai                | Jürgen Heigl             | Citroën C3 R5          |
| 8   | ACCR Czech Rally Team II              | Vojtěch Štajf              | Veronika Havelková       | Volkswagen Polo GTI R5 |
| 9   | Niki Mayr-Melnhof                     | Niki Mayr-Melnhof          | Leopold Welsersheimb     | Ford Fiesta R5         |
| 10  | Sports Racing Technologies            | Nikołaj Griazin            | Yaroslav Fedorov         | Škoda Fabia R5         |
| 11  | LORAN s.r.l                           | Giandomenico Basso         | Lorenzo Granai           | Škoda Fabia R5         |
| 12  | F.P.F. Sport                          | Luca Rossetti              | Eleonora Mori            | Citroën C3 R5          |
| 14  | Palmeirinha Rally                     | Paulo Nobre                | Gabriel Morales          | Škoda Fabia R5         |
| 15  | Orange 1 M-Sport Rally Team           | Simone Campedelli          | Tania Canton             | Ford Fiesta R5 MK2     |
| 16  | Gass Racing                           | Andrea Crugnola            | Pietro Elia Ometto       | Ford Fiesta R5 MK2     |
| 18  | Hyundai Motorsport N                  | Umberto Scandola           | Guido D’Amore            | Hyundai i20 R5         |
| 19  | FPAK Portugal Team ERC                | Aloísio Monteiro           | Sancho Eiró              | Škoda Fabia R5         |
| 20  | Érdi Rallye Team                      | Tibor Érdi jun.            | Szabolcs Kovács          | Škoda Fabia R5         |
| 21  | BRR Baumschlager Rallye & Racing Team | Albert von Thurn und Taxis | Bernhard Ettel           | Volkswagen Polo GTI R5 |
| 22  | Printsport Oy icon                    | Lars Stugemo               | Kalle Lexe               | Hyundai i20 R5         |
| 23  | C.D. Fuertwagen Motorsport            | Emma Falcón                | Eduardo González Delgado | Citroën C3 R5          |

## Zwycięzcy odcinków specjalnych
| Dzień  | Numer odcinka                  | Nazwa odcinka                        | Długość            | Zwycięzca odcinka | Samochód       | Czas               | Lider rajdu |
| ------ | ------------------------------ | ------------------------------------ | ------------------ | ----------------- | -------------- | ------------------ | ----------- |
| 20 VII |                                |                                      |                    |                   |                |                    |             |
| OS1    | Pico - Greci                   | 19,46 km                             | Nikołaj Griazin    | Škoda Fabia R5    | 11:34.6        | Nikołaj Griazin    |             |
| OS2    | Roccasecca - Colle San Magno   | 13,93 km                             | Andrea Crugnola    | Škoda Fabia R5    | 8:21.9         | Andrea Crugnola    |             |
| OS3    | Santopadre - Arpino            | 21,17 km                             | Andrea Crugnola    | Škoda Fabia R5    | 13:05.9        | Andrea Crugnola    |             |
| OS4    | Pico - Greci 2                 | 19,46 km                             | Giandomenico Basso | Škoda Fabia R5    | 11:41.8        | Giandomenico Basso |             |
| OS5    | Roccasecca - Colle San Magno 2 | 13,93 km                             | Andrea Crugnola    | Škoda Fabia R5    | 8:20.8         | Giandomenico Basso |             |
| OS6    | Santopadre - Arpino 2          | 21,17 km                             | Andrea Crugnola    | Škoda Fabia R5    | 13:04.1        | Giandomenico Basso |             |
| 21 VII | OS7                            | Affile - Bellegra                    | 7,34 km            | Simone Campedelli | Ford Fiesta R5 | Giandomenico Basso | 4:20.7      |
| 21 VII | OS8                            | Rocca di Cave                        | 7,25 km            | Andrea Crugnola   | Škoda Fabia R5 | Giandomenico Basso | 5:08.5      |
| 21 VII | OS9                            | Rocca Santo Stefano                  | 13,40 km           | Andrea Crugnola   | Škoda Fabia R5 | Giandomenico Basso | 7:59.1      |
| 21 VII | OS10                           | Guarcino                             | 11,75 km           | Andrea Crugnola   | Škoda Fabia R5 | Giandomenico Basso | 6:33.7      |
| 21 VII | OS11                           | Affile - Bellegra 2                  | 7,34 km            | Andrea Crugnola   | Škoda Fabia R5 | Giandomenico Basso | 4:21.3      |
| 21 VII | OS12                           | Rocca di Cave 2                      | 7,25 km            | Andrea Crugnola   | Škoda Fabia R5 | Giandomenico Basso | 5:08.3      |
| 21 VII | OS13                           | Rocca Santo Stefano 2                | 13,40 km           | Andrea Crugnola   | Škoda Fabia R5 | Giandomenico Basso | 7:55.6      |
| 21 VII | OS14                           | Guarcino 2                           | 11,75 km           | Andrea Crugnola   | Škoda Fabia R5 | Giandomenico Basso | 6:31.8      |
| 21 VII | OS15                           | SPS Ostia Super Special - ACI ROMA   | 1,10 km            | Andrea Crugnola   | Škoda Fabia R5 | Giandomenico Basso | 1:02.6      |
| 21 VII | OS16                           | SPS Ostia Super Special - ACI ROMA 2 | 1,10 km            | Andrea Crugnola   | Škoda Fabia R5 | Giandomenico Basso | 1:01.4      |

## Wyniki końcowe rajdu[3]
| Miejsce | Kierowca           | Pilot              | Samochód               | Czas      | Strata   | Pkt ERC |
| ------- | ------------------ | ------------------ | ---------------------- | --------- | -------- | ------- |
| 1       | Giandomenico Basso | Lorenzo Granai     | Škoda Fabia R5         | 1:57:32.0 | -        | 39      |
| 2       | Simone Campedelli  | Tania Canton       | Ford Fiesta R5 MK2     | 1:57:55.3 | +23.3    | 30      |
| 3       | Andrea Crugnola    | Pietro Elia Ometto | Škoda Fabia R5         | 1:58:32.3 | +1:00.3  | 25      |
| 4       | Aleksiej Łukjaniuk | Aleksiej Arnautow  | Citroën C3 R5          | 1:58:35.0 | +1:03.0  | 22      |
| 5.      | Filip Mareš        | Jan Hloušek        | Škoda Fabia R5         | 1:58:58.0 | +1:26.0  | 13      |
| 6.      | Chris Ingram       | Ross Whittock      | Škoda Fabia R5         | 1:59:15.5 | +1:43.5  | 10      |
| 7.      | Norbert Herczig    | Ramón Ferencz      | Volkswagen Polo GTI R5 | 1:59:21.1 | +1:49.1  | 8       |
| 8.      | Mārtiņš Sesks      | Krišjanis Caune    | Škoda Fabia R5         | 2:00:46.5 | +3:14.5  | 4       |
| 9.      | Antonio Rusce      | Marco Vozzo        | Škoda Fabia R5         | 2:01:45.9 | +4:13.9  | *       |
| 10.     | Umberto Scandola   | Guido D’Amore      | Hyundai i20 R5         | 2:02:14.4 | +4:42.4  | 1       |
| 11.     | Vojtěch Štajf      | Veronika Havelková | Volkswagen Polo GTI R5 | 2:04:35.1 | +7:03.1  | 1       |
| ...     | ...                | ...                | ...                    | ...       | ...      | ...     |
| 17      | Łukasz Habaj       | Daniel Dymurski    | Škoda Fabia R5         | 2:08:18.4 | +10:46.4 | 0+4     |

1. ↑  Nieliczony w klasyfikacji ERC

## Wyniki po 5 rundach ERC
Kierowcy
| Msc. | Kierowca           | Punkty |
| ---- | ------------------ | ------ |
| 1    | Aleksiej Łukjaniuk | 105    |
| 2    | Łukasz Habaj       | 98     |
| 3    | Chris Ingram       | 82     |
| 4    | Filip Mareš        | 46     |
| 5    | Oliver Solberg     | 39     |